# Stichasteridae
Stichasteridae (лат.) — семейство морских звёзд из отряда педицелляриевых морских звёзд (Forcipulatida).

## Описание
Звёзды этого семейства относятся к отряду педицелляриевых морских звёзд (Forcipulatida) и имеют прямые и перекрещивающиеся педицеллярии обычно несущие пять (иногда больше) довольно коротких и заострённых отростков, образующих относительное продолжение центрального диска. На верхней (аборальной) поверхности скелет представлен продольными рядами перекрывающихся пластинок, оставляя мало места для папул. Адамабулакральные пластинки аналогичны. На оральной поверхности подии образуют четыре параллельных ряда.

## Роды
В семейство входят следующие роды:
- Allostichaster Verrill, 1914
- Cosmasterias Sladen, 1889
- Granaster Perrier, 1894
- Neomorphaster Sladen, 1889
- Neosmilaster Fisher, 1930
- Pseudechinaster H.E.S. Clark, 1962
- Smilasterias Sladen, 1889
- Stichaster Müller & Troschel, 1840
- Stichastrella Verrill, 1914
- Uniophora Gray, 1840

## Галерея

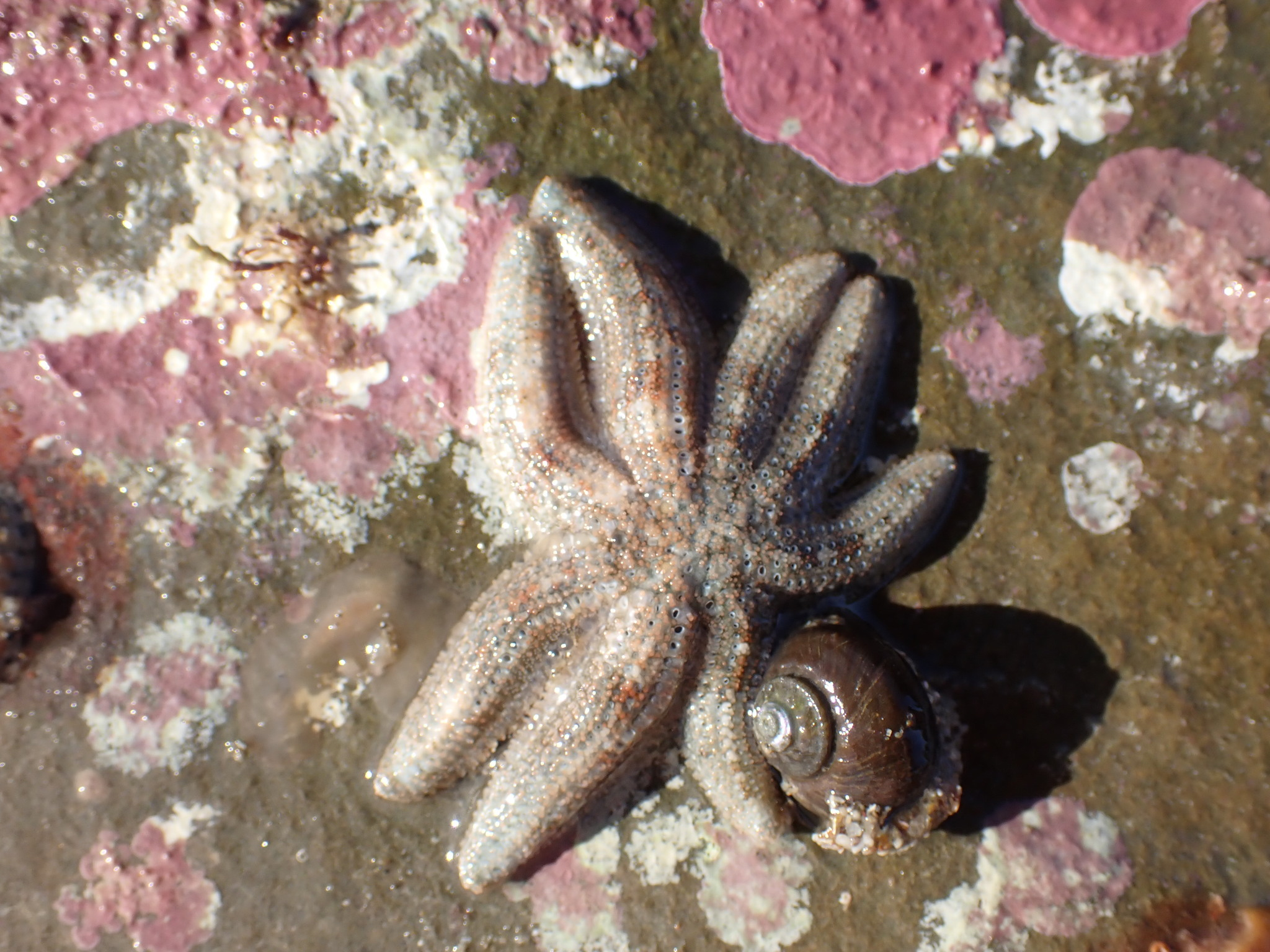
Allostichaster polyplax
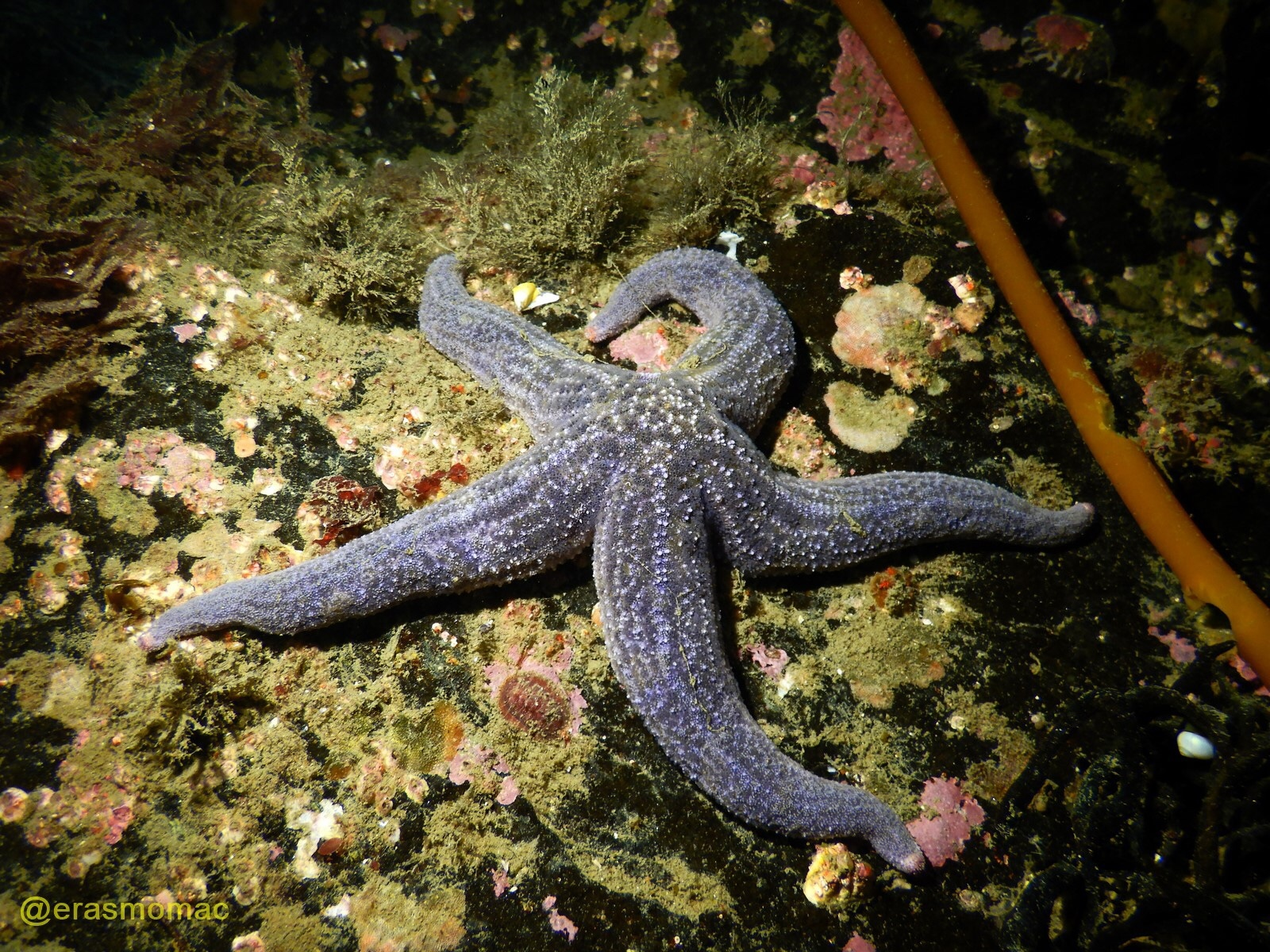
Cosmasterias lurida
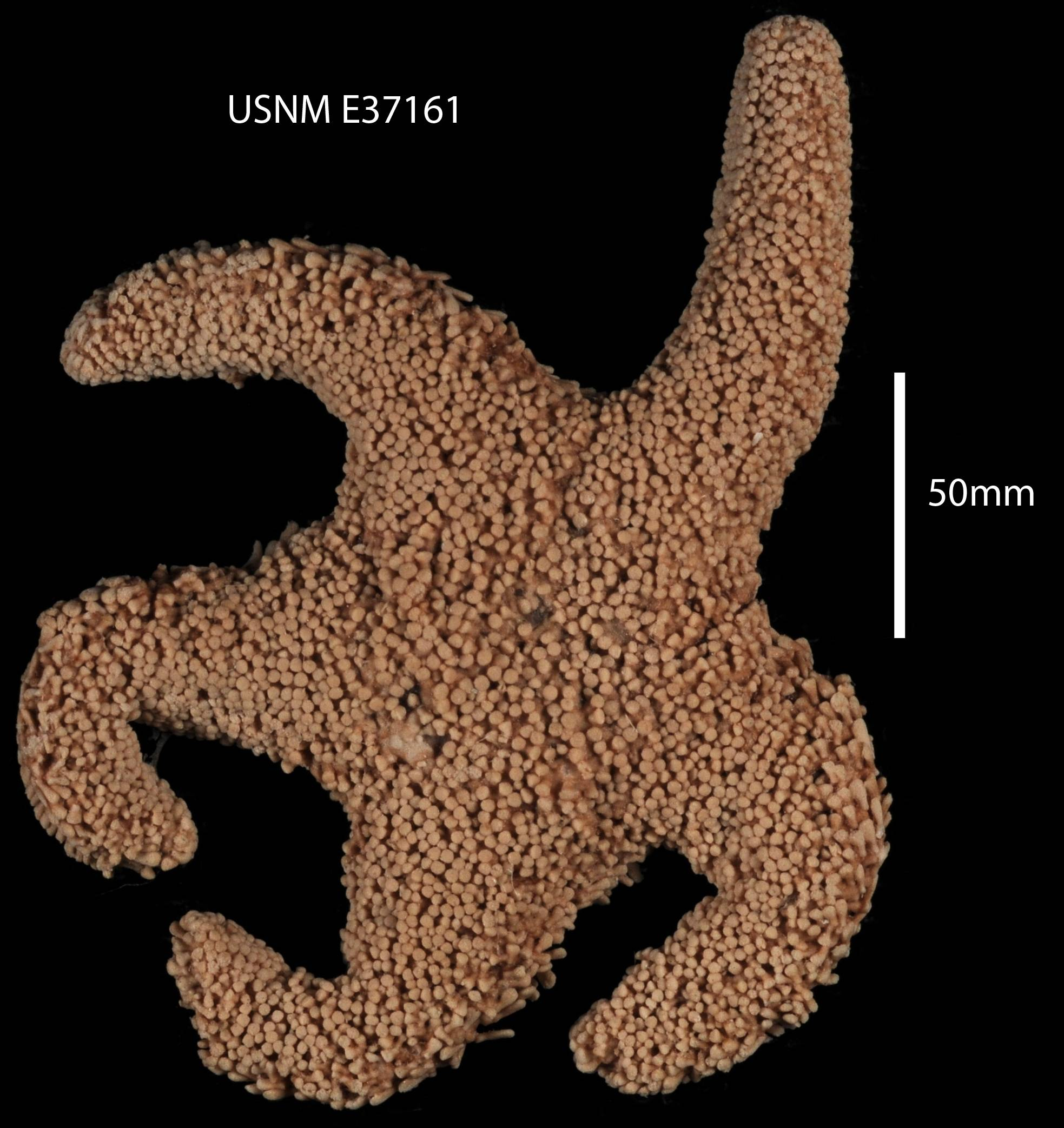
Granaster nutrix
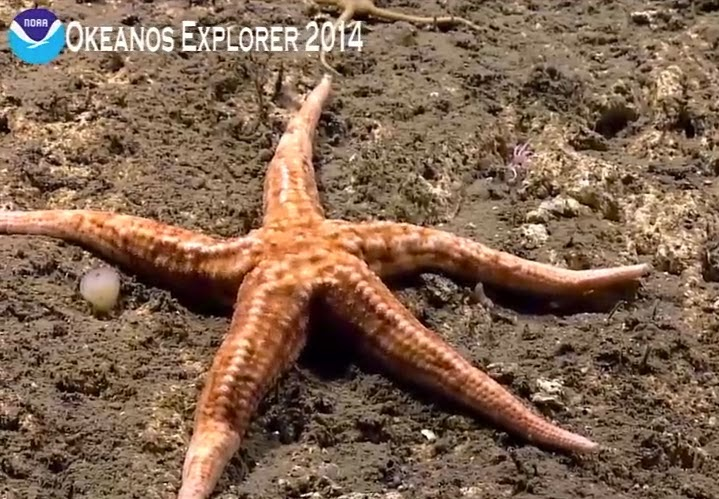
Neomorphaster forcipatus

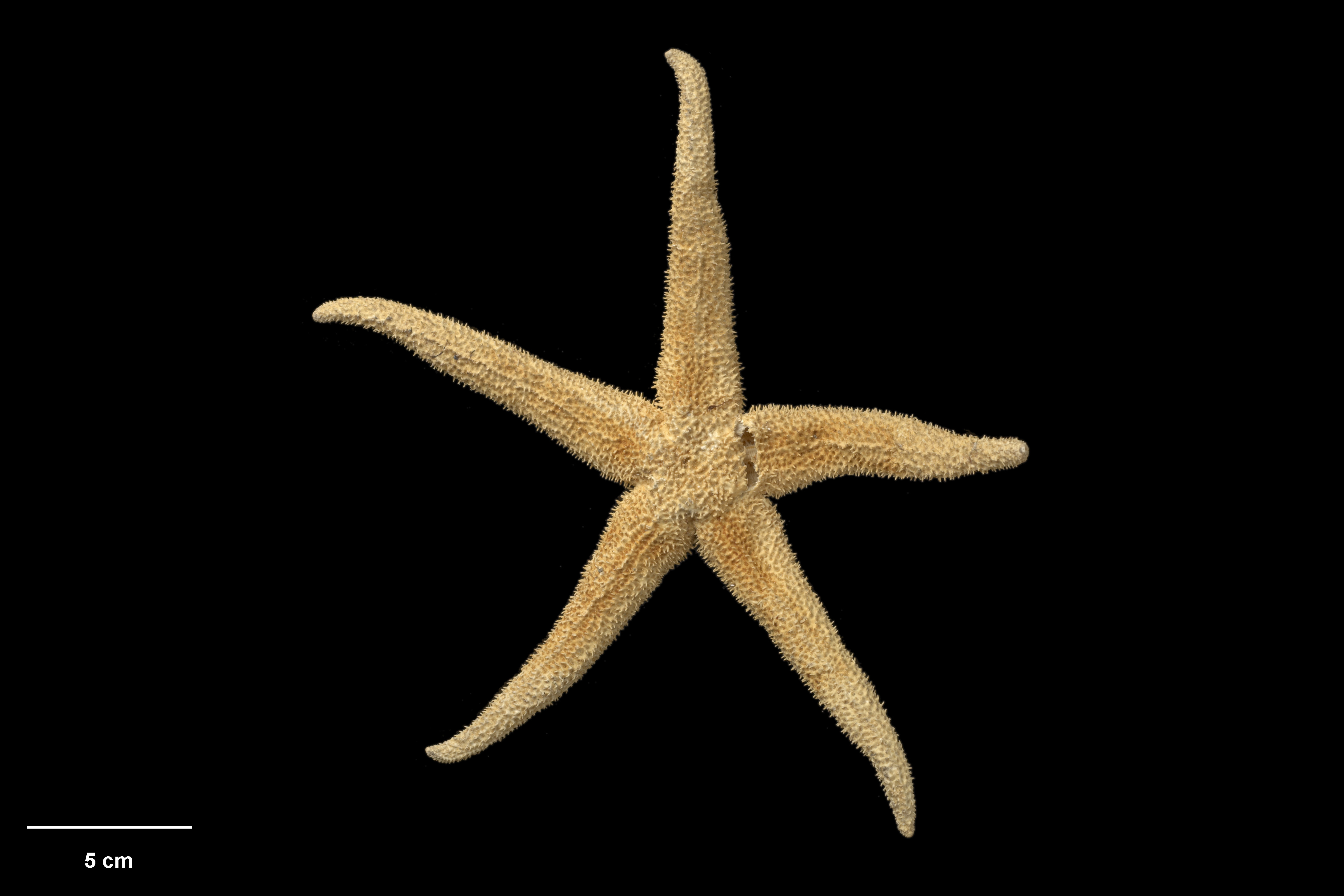
Pseudechinaster rubens
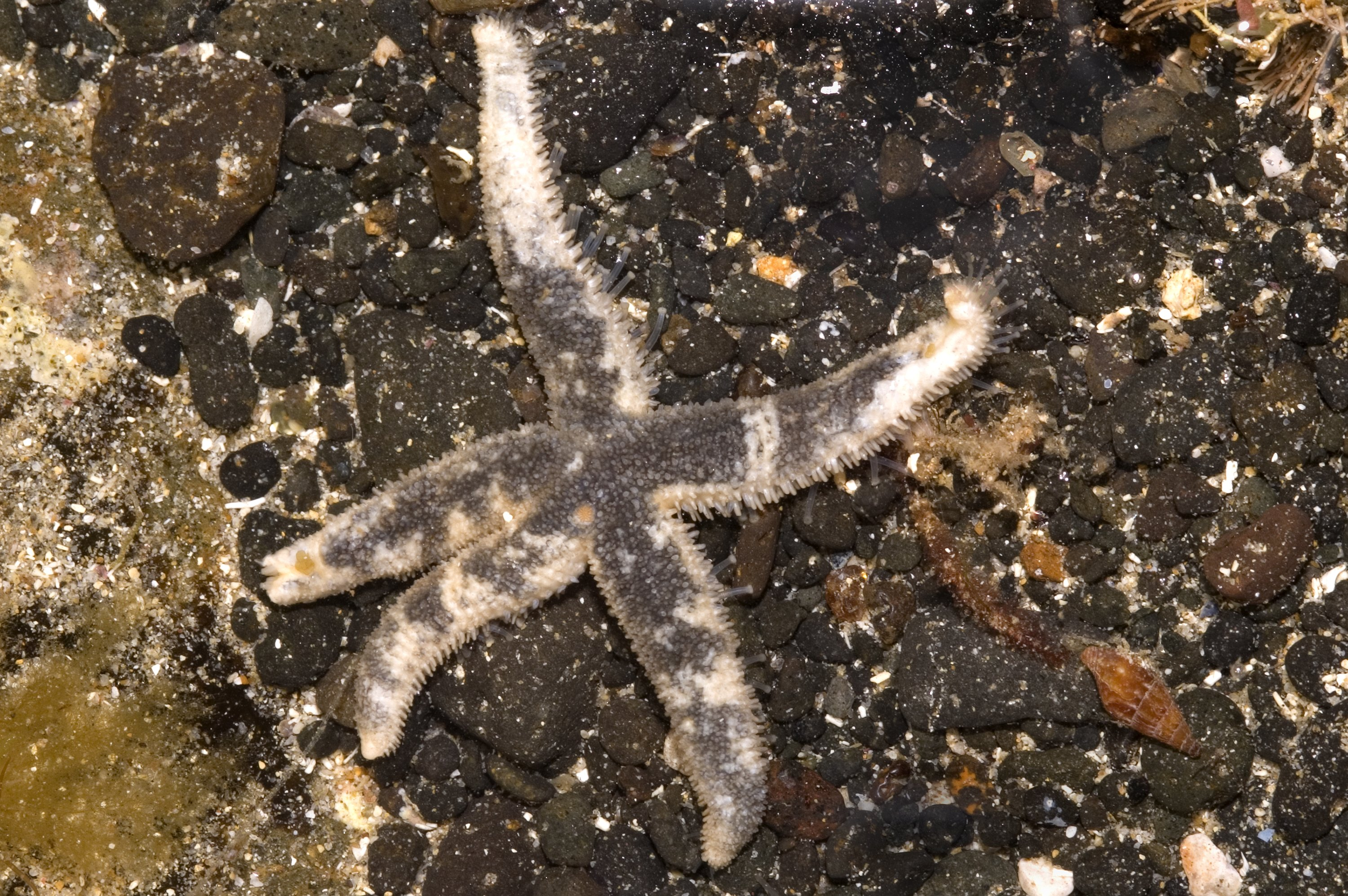
Smilasterias multipara
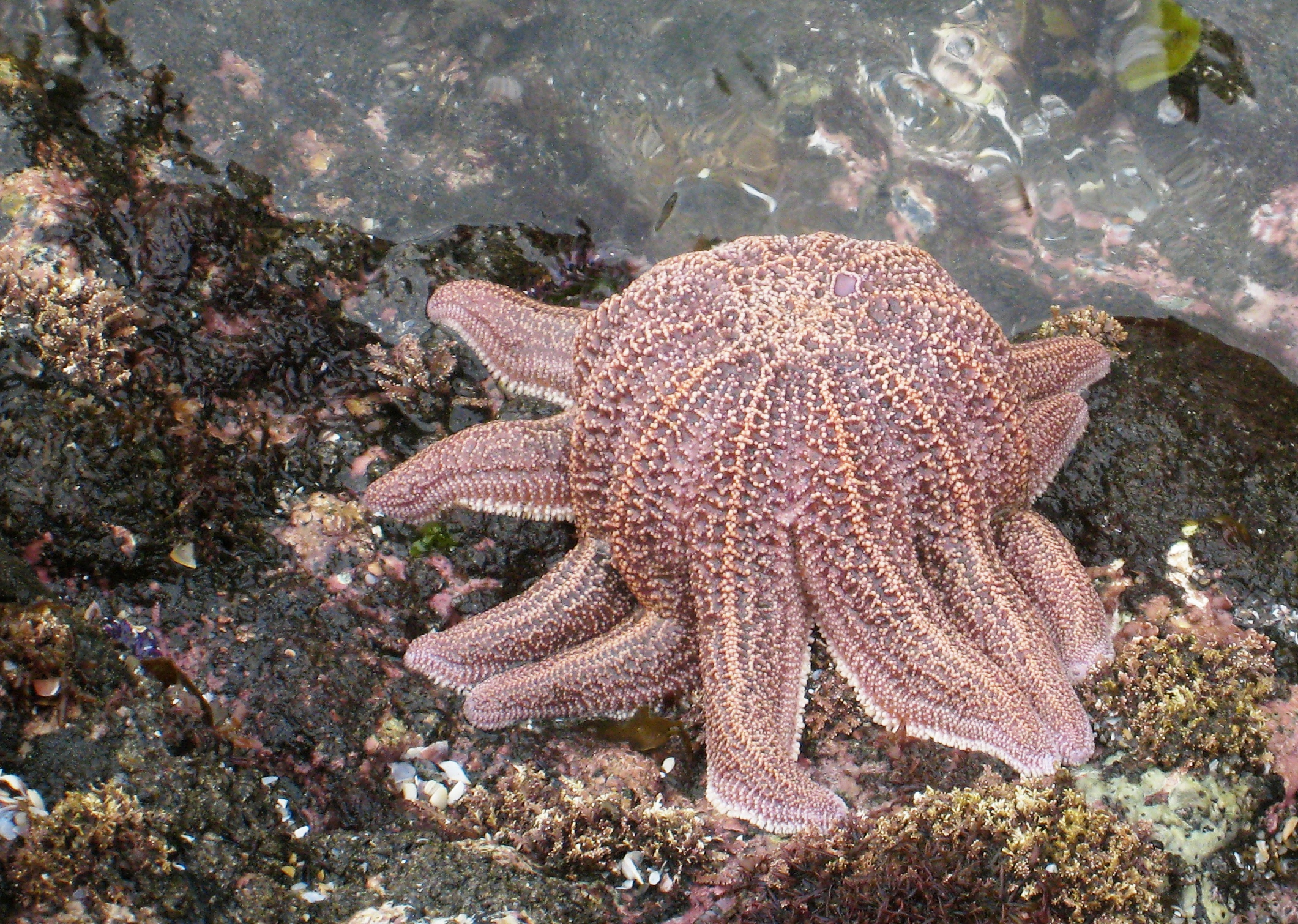
Stichaster australis
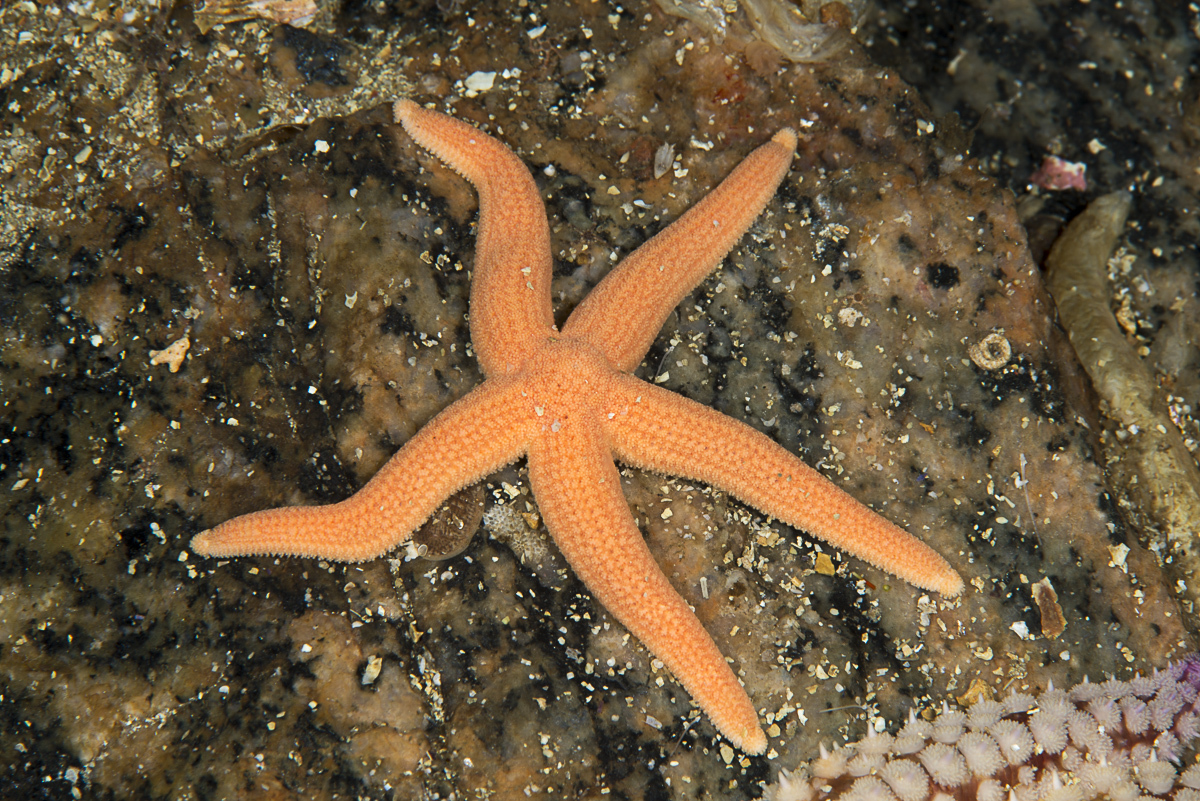
Stichastrella rosea